# メタクラゼパム
メタクラゼパム（英：Metaclazepam、商品名Talis）は、ベンゾジアゼピン誘導体である。比較的選択的な抗不安薬であり、ジアゼパムやブロマゼパムなどの他のベンゾジアゼピン系薬物と比べ鎮静作用や筋弛緩作用は弱い。活性代謝物のN-デスメチルメタクラゼパムがあり、これはメタクラゼパムの主な代謝物である。若年者と高齢者では代謝に有意差はない。
メタクラゼパムはブロマゼパムやジアゼパムと比べ抗不安薬としての効果がわずかに高く、メタクラゼパム15mgの用量はブロマゼパム4mgと同等である。メタクラゼパムはアルコールと相互作用し、相加的な鎮静・睡眠作用を起こすことがある。疲労は高用量のメタクラゼパムによる一般的な副作用である。少量のメタクラゼパムとその代謝物がヒトの母乳に入る。